# أسر البحيرة
في الجيولوجيا، أسر البحيرة هي عملية أخذ المياه المجمعة في بحيرة من قِبل حوض نهر مجاور.
ويتم التحكم بشكل رئيسي في حدوث أسر البحيرة من خلال توازن المياه في حوض البحيرة والتغيرات في التضاريس بسبب التعرية والترسيب والعوامل التكتونية. وإذا كان التبخر على سطح البحيرة، بالإضافة إلى فقد المياه من خلال التسرب تحت الأرض والتبخر الجوي عبر النباتات، عاليًا على نحو كافٍ للتسبب في جميع مياه الترسب المجمعة عن طريق البحيرة، فعندئذٍ تصبح البحيرة داخلية (ليس لها تصريف إلا من خلال عملية التبخير) أو مغلقة أو ذات تصريف داخلي. ويظل هذا الموقف حتى يتغير توازن المياه مرة أخرى وتتجاوز البحيرة حدود حوضها أو حتى يحدث أسر البحيرة. إن فتح مصرف الحوض البحيري الداخلي بفعل التآكل النهري يدل ضمنيًا بشكل عام على حدوث أسر البحيرة.
وبالتالي، فإن حالات أسر البحيرات حساسة للغاية للتضاريس الموجودة مسبقًا وكذلك للعوامل المناخية والصخرية. ويمكن أن يؤدي التغير المناخي نحو التحول إلى التعرض لرطوبة أكثر إلى ارتفاع مستوى المياه في حوض التصريف الداخلي، الأمر الذي يسبب في نهاية المطاف حدوث فيضان. وعلى المدى الزمني الطويل، يمكن أن يؤدي تقليل ترشيح الرواسب الموجودة في الحوض البحيري إلى الفيضان أيضًا. وكلاهما يمكن أن يعيق الأهمية النسبية لعملية أسر المياه التي تحدث بفعل التآكل.
ومن بين الأمثلة على ذلك الأسر الذي حدث في أواخر حقبة النيوجين والخاص بـ حوض إبرو الداخلي (أسر) أو بحيرة بونفيل خلال العصر الحديث الأقرب.